# 挪威鎮區 (明尼蘇達州基特遜縣)
挪威鎮區（英語：Norway Township）是位於美國明尼蘇達州基特遜縣的一個行政鎮區。

## 歷史
挪威鎮區於1901年設立，因大部份定居者皆來自挪威而得名。

## 地方資料
挪威鎮區的面積為91.06平方千米，當中陸地面積為90.24平方千米，而水域面積為0.82平方千米。根據2020年美國人口普查的數據，當地共有人口94人，而人口密度為每平方千米1.03人。